# Mervyn Burtch
Mervyn Burtch, MBE (7. listopadu 1929 Ystrad Mynach – 12. května 2015) byl velšský hudební skladatel.
Narodil se ve městě Ystrad Mynach na jihovýchodě Walesu a studoval hudbu u skladatele Davida Wynna. Tvořil jak skladby pro velká tělesa, tak i pro smyčcové kvartety. Výrazně se zabýval hudbou pro děti. Za svůj život složil více než 650 děl. Rovněž se věnoval pedagogické činnosti na Royal Welsh College of Music & Drama v Cardiffu. Zemřel 12. května 2015 ve věku 85 let.